# مبنى الرايخستاغ
مبنى الرايخستاغ هو مبنى البرلمان السابق في الرايخ الألماني افتتح في عام 1894م حتى عام 1933م عندما تم احراقه، يعد بمثابة برلمان حقيقي للنظام النازي (1933-1945) في سنة 1990 تم تغيير اسمه إلى البوندستاغ

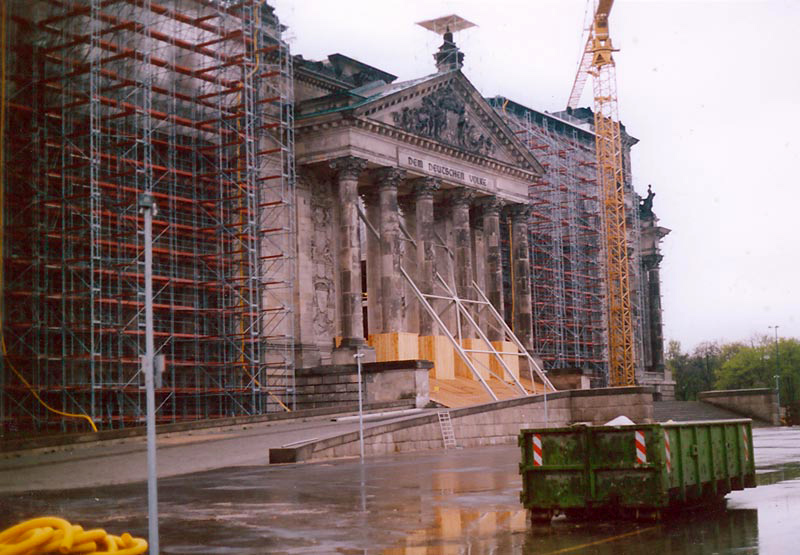
الرايخستاغ عام 1995

## تاريخ المبنى

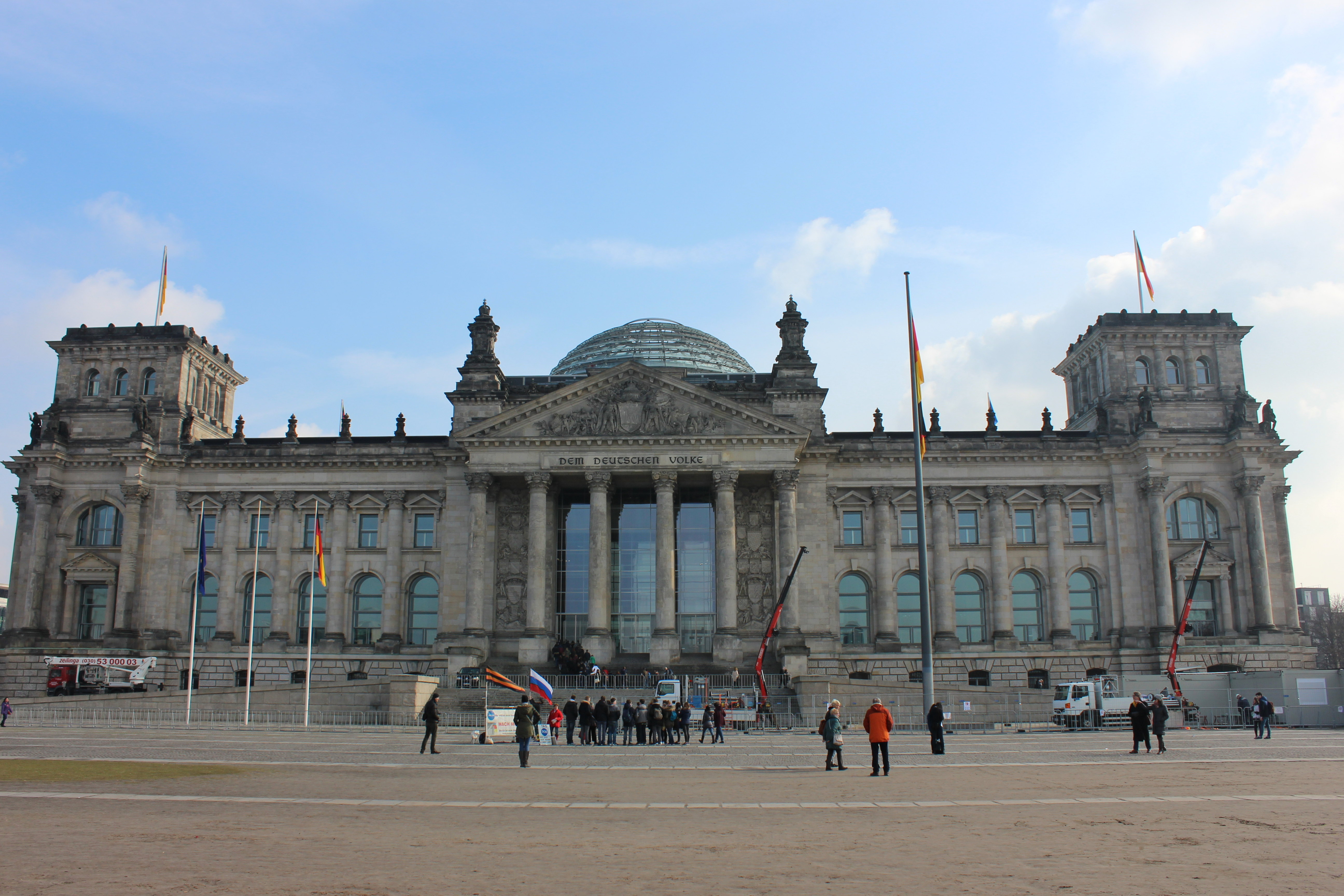
الرايخستاغ 2016.

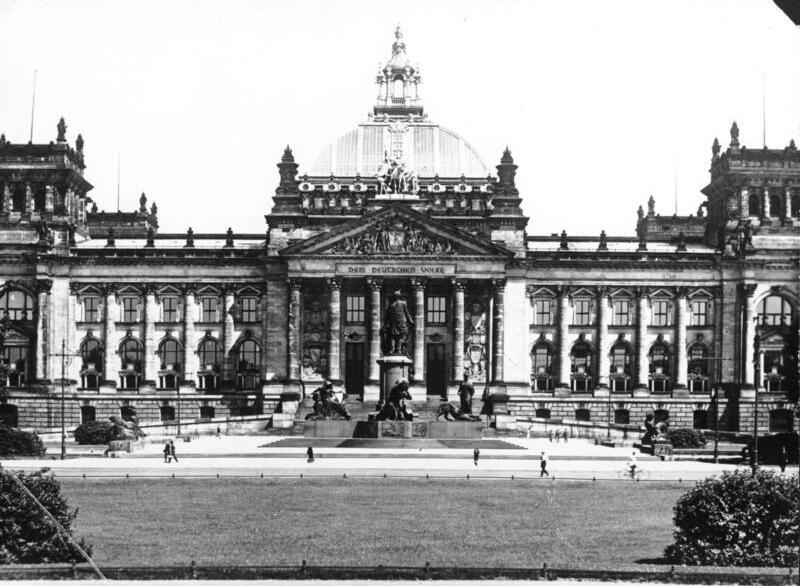
مبنى الرايخستاغ سنة 1933

بدأ تشييد المبنى في سنة 1871م، وكان البرلمان قد عقد في عدة مبان أخرى مثل ليبزيغر في برلين ولكن تعتبر فترة قصيرة، وفي عام 1872 تم عقد مسابقة بين 103 معماريين للمشاركة في تنفيذ المبنى الجديد، ولكن العمل لم يبدأ الا بعد 10 أعوام، وفي سنة 1983 تم عقد مسابقة أخرى.

## حريق المبنى
في السابع والعشرين من فبراير من سنة 1933 اشتعل حريق في مبنى الرايخستاج الألماني وقد تم اتهام مارينوس فان دير لوبي وهو شيوعي هولندي مستقل ونسب الحريق إلى مخطط شيوعي

## إعادة البناء
في عام 1992، فاز المعماري نورمان فوستر بمسابقة معمارية لإعادة بناء المبنى. أثناء إعادة الإعمار، تم إفراغ القصر بالكامل، وإزالة كل شيء باستثناء الجدران الخارجية، بما في ذلك جميع التغييرات التي أجراها بومغارتن من الستينيات. تم نقل مقاعد البرلمان إلى الرايخستاغ في أبريل 1999. وتعتبر إعادة الإعمار ناجحة على نطاق واسع وأصبحت نقطة جذب سياحي، وذلك لأن القبة الزجاجية الكبيرة التي أقيمت على السطح تقدم واحدة من أكثر العروض جاذبية لزوار برلين، وتوفر إطلالة رائعة على المدينة، وخاصة في الليل. القبة مفتوحة للجمهور ويبلغ قطرها 40 مترًا وتوفر رؤية 360 درجة لجميع برلين من ارتفاع 47 مترًا. سرعان ما أصبحت قبة الرايخستاغ الجديدة أو "فانوس" الرايخستاغ رمزًا لبرلين الجديدة. يوجد داخلها ممران حلزونيان ينقلان الناس إلى منصة المراقبة فوق البرلمان، والتي تمثل رمزاً فوق رؤوس ممثليهم السياسيين.
يبلغ ارتفاع القبة 23.5 مترًا وقطرها 40 مترًا ؛ وتزن 1200 طن منها 700 طن للهيكل الحديدي، ومغطاة بطبقتين من الزجاج متداخلة بطبقة وسيطة من القصدير فينيل.
يبلغ عرضه المنحدر الحلزوني 1.6 متر، ويعمل بمثابة حلقة تقوية للقبة.
جميع عناصر القبة، بما في ذلك المنحدر والمخروط المركزي الضخم والمنصة، مدعومة بهيكل خارجي.
تعتبر القبة عنصرًا أساسيًا في التكوين المعماري، حيث تعكس الخفة والشفافية والنفاذية والبعد العام، وتمثل جهازًا رئيسيًا في استراتيجيات استخدام الطاقة والضوء.